# Сливен (железопътна гара)
Железопътна гара Сливен е железопътна гара в град Сливен, разположена по железопътна линия № 3 на БДЖ. Намира се между кварталите Даме Груев и Надежда.

## История
ЖП гарата е открита през 1907 г., през 1963 г. е построена сегашната ѝ сграда. През 2017 г. сградата на гарата е ремонтирана, като за целта са отпуснати близо 2,8 млн. лева.